# Fălcușa, Sălaj
Fălcușa este un sat în comuna Poiana Blenchii din județul Sălaj, Transilvania, România.